# Johannes Stupka
Johannes Stupka (* 29. März 1915 in Weißenberg; † 5. September 1980 in Berlin) war ein deutscher Ökonom.

## Leben
Nach dem Abitur in Löbau, Banklehre und Gehilfentätigkeit bei der Dresdner Bank studierte er Betriebswirtschaftslehre an der Handelshochschule Leipzig. Er war Assistent bei Hermann Großmann, Karl Thalheim und Gerhard Menz (1940–1949). Nach der Promotion zum Dr. rer. pol. 1944 in Leipzig war er Dozent (ab 1954) und Professor (ab 1961) an der Akademie für Gemeinwirtschaft. Nach der Habilitation am 22. Juni 1960 an der Universität Hamburg folgte er 1963  einem Ruf an die Freie Universität Berlin.

## Schriften (Auswahl)
- Strukturprobleme konsumgenossenschaftlicher Wirtschaftsformen. Neuwied 1951, OCLC 883202666.
- Genossenschaftliche Strukturtypen. Dargestellt am Beispiel der Konsumgenossenschaften. Karlsruhe 1961, OCLC 17445349.
- Objekte und Leistungen der genossenschaftlichen Verbandsprüfung. Tübingen 1962, OCLC 5465190.